# Šalim-ahe
Šalim-ahe ali Šalim-ahum je bil vladar mestne države Ašur, ki je vladal okoli leta 1900 pr. n. št. (kratka kronologija).
V Seznamu asirskih kraljev je zapisan kot Šallim-aḫḫe (klinopisno šal-lim-PABMEŠ), kar pomeni "naj bodo bratje na varnem". Omenjen je med šestimi kralji, "katerih eponimi niso znani". To pomeni, da dolžine njihovega vladanja niso znane. V njegovem edinem znanem napisu je omenjen kot  sin kralja Puzur-Ašurja I. (dumu Puzu Assur). Je najzgodnejši neodvisni vladar, dokazan na sodobnem napisu. Nemški arheologi so med izkopavanji v Ašurju pod vodstvom Walterja Andraeja odkrili blok alabastra s skrbno vklesanim napisom v zrcalni arhaični asirski pisavi, ki je njegov edini sodobni napis. V njem pravi, da je bog Ašur od njega zahteval, da zgradi tempelj in v tempeljskem kompleksu  "skladišče za sode s pivom".
Vladal je v obdobju, ko so se novonastala asirska trgovska podjetja razvejala v Anatolijo in trgovala s tekstilom in kositrom iz Ašurja za srebro. Nasledil ga je sin Ilu-šuma, kar je zapisano v njegovih napisih na zidakih iz apnenca. Omenja se tudi v rodoslovju njegovega vnuka Erišume I. in napisih Adad-nirarija I. in Šalmaneserja I.
Šalim-ahe in njegovi nasledniki so se naslavljali išši 'ak Aššur (Ašurjev namestnik), pa tudi ensi.